# David Odenthal
David Hormoz Odenthal-Ghadamgahi (Colonia, 16 marzo 1979) è un ex giocatore di football americano e allenatore di football americano tedesco che ha giocato come offensive lineman.